# Лугошка и карансебешка бановина
Лугошка и карансебешка бановина (рум. Banatul de Lugoj-Caransebeș, мађ. Karánsebesi-Lugosi bánság) је била бановина (лат. banatus) која се првобитно налазила у саставу Краљевине Угарске, а потом је прешла под надлежност Кнежевине Трансилваније. Постојала је у раздобљу од 1536. до 1658. године, а обухватала је разна подручја у источном делу Баната. Бановина је добила име по својим централним градовима, Лугошу и Карансебешу. Поред осталих места, у саставу ове бановине неко време се налазио и Вршац. Подручје ове бановине данас највећим делом припада Румунији, а мањим и Србији.

## Историја
Лугошко-карансебешка бановина је настала након пропасти старе Северинске бановине, која је расформирана недуго по осмаском освајању градова Оршаве (1522) и Северина (1524). Територија старе бановине је тада подељена, тако да њени делови на крајњем југоистоку улазе у састав Кнежевине Влашке, док простор око Северина и Оршаве остаје под османском влашћу, а на северозападним подручјима од Карансебеша према Лугошу настаје нова Лугошко-карансебешка бановина (1536), која остаје под угарском, односно трансилванском влашћу. Остатак данашњег Баната (западни и централни делови) недуго потом долази под директну османску управу и постаје део новоуспостављеног Темишварског пашалука (1552). Бановина је опстала све до османског освајања 1658. године. На простору додтадашње бановине формиран је посебан Лугошко-карасебешки санџак у саставу Темишварски пашалука.

## Територија
Лугошка и карансебешка бановина је обухватала подручје у којем су се налазили следећи градови: 
- Лугош
- Карансебеш
- Вршац
- Бокша
- Решица
- Карашова
- Мехадија

## Срби у Лугошко-карансебешкој бановини
Значајан део становништва на подручју Лугошко-карансебешке бановине чинили су Срби, који су се на те просторе почели досељавати током 15. века. Већ током прве половине 16. века, шири простор у захвату Дунава, Тисе и Мориша био је претежно српски, услед чега су османске власти, чак и пре коначног освајања (1551-1552), читаво то подручје означавале као Српски вилајет (тур. Sırf Vilâyeti). У периоду од 1541. до 1551. године, на тим просторима је успостављен угарско-османски кондоминијум, којим је управљао носилац султановог берата и лугошко-карансебешки бан Петар Петровић, угарски племић српске народоости и један од старатеља малолетног угарског краља Јована II. У време турског освајања и стварања Темишварског пашалука (1551-1552), локални српски прваци су имали значајну улогу и на подручју суседне Лугошко-карансебешке бановине, која је остала изван непосредне османске власти, а један од тадашњих лугошко-севернинских банова био је и српски војвода Никола Цреповић (1559).
Православни Срби су на тим просторима имали и своје епархије: Вршачку и Темишварску, које су биле у саставу обновљене Српске патријаршије.

## Банови
Банови Лугошке и карансебешке бановине били су: 
- Михајло од Шомље (1536),
- Петар Петровић (1544–1549) и (1554-1557)
- Јоан Глешан (1552),
- Никола Цреповић (1559)[12]
- Григоре Бетлен од Иктара (1563),
- Габријел Бетлен од Иктара (1564),
- Штефан Тромпа (1575–1577),
- Георгије Палатић (1588) и (1592-1594)
- Паул Керестеши (1605–1606) и (1610–1613).